# 무쓰미촌 (아이치현)
무쓰미촌(睦美村)은 아이치현 호이군에 설치되었던 촌이다. 현재의 도요카와시에 해당한다.